# 高嶋達佳
高嶋 達佳（たかしま たつよし、1944年1月1日 - ） は日本の実業家。電通グループの会長。
神奈川県出身。2007年6月に電通の代表取締役に就任、社長在任中、ハーバード大学教授の竹内弘高、一橋大学教授の大薗恵美をアドバイザーに迎えた。2011年4月1日付けで、代表権のない会長に就任することとなった。

## 略歴
- 1962年3月 神奈川県立横須賀高等学校卒業[3]
- 1966年3月 慶應義塾大学文学部卒業
- 1966年4月 電通入社
- 1993年6月 東京本社新聞局長
- 1997年6月 取締役
- 1999年6月 取締役退任、上席常務執行役員
- 2000年6月 常務取締役
- 2002年6月 専務取締役
- 2004年6月 取締役副社長
- 2007年6月28日 代表取締役社長就任
- 2011年4月1日 第4代 取締役会長
- 2014年6月 取締役退任

## その他役職
- 公益財団法人東京都歴史文化財団 理事・東京都現代美術館 元館長
- 公益社団法人企業メセナ協議会 会長
- 公益財団法人文化財保護・芸術研究助成財団 理事